# Tipula (Eumicrotipula) osculata
Tipula (Eumicrotipula) osculata is een tweevleugelige uit de familie langpootmuggen (Tipulidae). De soort komt voor in het Neotropisch gebied.